# Chloe Bennet
Chloe Bennet (tên khai sinh: Chloe Wang; sinh ngày 18 tháng 4 năm 1992) là nữ diễn viên và ca sĩ người Mỹ. Cô được biết đến qua vai Daisy "Skye" Johnson/Quake trong sê-ri truyền hình Agents of S.H.I.E.L.D. (2013–2020).

## Thời thơ ấu
Chloe Bennet sinh ra tại thành phố Chicago, Illinois. Cô là con gái của Bennet Wang, một nhà đầu tư ngân hàng và Stephanie Crane, một bác sĩ nội khoa.
Cha của Chloe là người Hán.

## Danh sách phim

### Truyền hình
Marvel’s Agents of S.H.I.E.L.D